# Trichothaumalea elakalensis
Trichothaumalea elakalensis är en tvåvingeart som beskrevs av Sinclair 1992. Trichothaumalea elakalensis ingår i släktet Trichothaumalea och familjen mätarmyggor.
Artens utbredningsområde är West Virginia. Inga underarter finns listade i Catalogue of Life.